# 日野金丸
日野金丸（ひの かねまろ、ひの きんまろ）は、平安時代の仏師。

## 伝承
聖武天皇は東大寺の大仏を造立するため、優れた仏師を探すための使者を日本各地に派遣した。その中で、美濃国に派遣された使者が願成寺に滞在した時、夢の中で、「明日の朝、最初に出会った人物が探している人物である」とのお告げを聞く。翌朝、美濃国雄総で使者が出会ったのは、川で牛を洗っていた日野金丸という童子であった。使者の前で、金丸はその場で粘土で仏像を作る。その出来の良さから使者は金丸を奈良へ連れて行く。金丸は大仏建立の責任者として活躍した。。その後、日野金丸は、故郷に護国之寺を建立したという。